# مصفوفة التحويل

في الجبر الخطي يمكن أن تمثل التحويلات الخطية بواسطة مصفوفات. إذا كان {\displaystyle T} تحويل خطي بتعيين {\displaystyle \mathbb {R} ^{n}} لـ {\displaystyle \mathbb {R} ^{m}} و {\displaystyle {\vec {x}}} متجهة عمودية بعدد مدخلات {\displaystyle n}، إذا:
{\displaystyle T({\vec {x}})=\mathbf {A} {\vec {x}}}
بضرب {\displaystyle m\times n} نجد المصفوفة {\displaystyle A}، والتي تسمى مصفوفة التحويل لـ {\displaystyle T}. ونلاحظ أن {\displaystyle A} لديها عدد {\displaystyle m} من الأعمدة وعدد {\displaystyle n} من الصفوف، في حين أن التحويل {\displaystyle T} من {\displaystyle \mathbb {R} ^{n}} لـ {\displaystyle \mathbb {R} ^{m}}.
هناك تعبيرات بديلة لمصفوفات التحويل تتضمن متجهات الصف والتي يفضلها بعض المؤلفين.

## الإستعمالات
تسمح المصفوفات بعرض التحويلات الخطية الاعتباطية بتنسيق ثابت ومناسب للحساب. يسمح هذا أيضًا بتركيب التحوبلات بسهولة (بضرب مصفوفاتهم).
التحويلات الخطية ليست الوحيدة التي يمكن للمصفوفات تمثيلها، بعض التحويلات اللاخطية بفضاء إقليدي Rn ذو عدد الأبعاد n، بالإمكان تمثيلها على شكل تحويلات خطية بفضاء Rn+1 ذو عدد أبعاد n+1. وهذا يتضمن أيضا التحويلات التآلفية (مثل الانسحاب في الهندسة) والتحويلات الإسقاطية. لهذا السبب المصفوفات الرباعية 4×4 تستخدم على نطاق واسع في الرسومات حاسوبية ثلاثية الأبعاد، هذه المصفوفات التحويلية ذات الأبعاد n+1 تسمى حسب تطبيقاتها بمصفوفات التحويل التآلفية، مصفوفات التحويل الإسقاطية أو بشكل عام مصفوفات التحويل اللاخطية. فيما يتعلق بمصفوفة ذات أبعاد n، المصفوفات ذات الأبعاد n+1 يمكن وصفها على أنها مصفوفات ممتدة.
بالعلوم الفيزيائية، التحويل النشط هو الذي يغير الوضع المادي للنظام، ويكون منطقيًا حتى في حالة عدم وجود نظام إحداثيات في حين أن التحويل السلبي هو تغيير في وصف إحداثيات النظام المادي (تغيير القاعدة). الفرق بين التحويلات الإيجابية والسلبية مهم. بشكل افتراضي يقصد علماء الرياضيات عادةً بالتحويل التحويلات النشطة، بينما يمكن للفيزيائيين أن يقصدوا أيًا منهما.
بعبارة أخرى، يشير التحويل الخامل إلى وصف نفس الشيء بنظرة من إطارين إحداثيين مختلفين.

## إيجاد مصفوفة التحويل
إذا كان لدينا تحويل خطي {\displaystyle T(x)} على شكل دالة، فمن السهل تحديد مصفوفة التحويل {\displaystyle A}. بتحويل كل متجهة القاعدة المعيارية بواسطة T، ثم إدراج النتائج داخل أعمدة المصفوفة، بلغة الرياضيات:{\displaystyle A={\begin{bmatrix}T(\mathbf {e} _{1})&T(\mathbf {e} _{2})&\cdots &T(\mathbf {e} _{n})\end{bmatrix}}}
على سبيل المثال، الدالة {\displaystyle T(x)=5x} عبارة عن تحويل خطي، بتطبيق النهج السابق (نفترض أن n=2 في هذه الحالة)، نجد أن:{\displaystyle T(\mathbf {x} )=5\mathbf {x} =5I\mathbf {x} ={\begin{bmatrix}5&0\\0&5\end{bmatrix}}\mathbf {x} }يعتمد تمثيل المصفوفة للمتجهات والمعاملات على القاعدة المختارة، المصفوفة المماثلة ستنتج عن طريق قاعدة بديلة. ومع ذلك، تظل طريقة العثور على المكونات كما هي.
للتوضيح، يمكن تمثيل المتجهة {\displaystyle \mathbf {v} } في متجهات القاعدة، {\displaystyle E={\begin{bmatrix}\mathbf {e} _{1}&\mathbf {e} _{2}&\cdots &\mathbf {e} _{n}\end{bmatrix}}}، مع الإحداثيات {\displaystyle [\mathbf {v} ]_{E}={\begin{bmatrix}v_{1}&v_{2}&\cdots &v_{n}\end{bmatrix}}^{\mathrm {T} }}:
{\displaystyle \mathbf {v} =v_{1}\mathbf {e} _{1}+v_{2}\mathbf {e} _{2}+\cdots +v_{n}\mathbf {e} _{n}=\sum v_{i}\mathbf {e} _{i}=E[\mathbf {v} ]_{E}}الآن، نعبر عن نتيجة مصفوفة التحويل A لـ {\displaystyle \mathbf {v} } ، في الأساس المحدد:{\displaystyle {\begin{aligned}A(\mathbf {v} )&=A\left(\sum _{i}v_{i}\mathbf {e} _{i}\right)=\sum _{i}{v_{i}A(\mathbf {e} _{i})}\\&={\begin{bmatrix}A(\mathbf {e} _{1})&A(\mathbf {e} _{2})&\cdots &A(\mathbf {e} _{n})\end{bmatrix}}[\mathbf {v} ]_{E}=A\cdot [\mathbf {v} ]_{E}\\[3pt]&={\begin{bmatrix}\mathbf {e} _{1}&\mathbf {e} _{2}&\cdots &\mathbf {e} _{n}\end{bmatrix}}{\begin{bmatrix}a_{1,1}&a_{1,2}&\cdots &a_{1,n}\\a_{2,1}&a_{2,2}&\cdots &a_{2,n}\\\vdots &\vdots &\ddots &\vdots \\a_{n,1}&a_{n,2}&\cdots &a_{n,n}\\\end{bmatrix}}{\begin{bmatrix}v_{1}\\v_{2}\\\vdots \\v_{n}\end{bmatrix}}\end{aligned}}}يتم تحديد {\displaystyle a_{i,j}} عناصر المصفوفة A على الأساس المعطى E من خلال تطبيق A على كل من {\displaystyle \mathbf {e} _{j}={\begin{bmatrix}0&0&\cdots &(v_{j}=1)&\cdots &0\end{bmatrix}}^{\mathrm {T} }}، ومراقبة متجهة الاستجابة:
{\displaystyle A\mathbf {e} _{j}=a_{1,j}\mathbf {e} _{1}+a_{2,j}\mathbf {e} _{2}+\cdots +a_{n,j}\mathbf {e} _{n}=\sum _{i}a_{i,j}\mathbf {e} _{i}.}تحدد هذه المعادلة العناصر المطلوبة، {\displaystyle a_{i,j}} للعمود j من المصفوفة A.

### قاعدة ذاتية ومصفوفة قطرية
ومع ذلك، هناك قاعدة خاصة للمعامل الذي تشكل فيه المكونات مصفوفة قطرية، وبالتالي يقل تعقيد عمليات الضرب إلى العدد n. كونها قطرية يعني أن جميع المعاملاتعبارة عن {\displaystyle a_{i,j}} ولكن {\displaystyle a_{i,i}} هي أصفار تترك حدًا واحدًا فقط في المجموع {\textstyle \sum a_{i,j}\mathbf {e} _{i}} أعلاه. تُعرف العناصر القطرية الباقية {\displaystyle a_{i,i}} باسم قيم ذاتية ويتم تحديدها بـ {\displaystyle \lambda _{i}} في المعادلة التعريفية، مما يقللحجم المعادلة إلى {\displaystyle A\mathbf {e} _{i}=\lambda _{i}\mathbf {e} _{i}}. تُعرف المعادلة الناتجة باسم معادلة القيم الذاتية. يتم اشتقاق المتجهات الذاتية والقيم الذاتية منها عبر حدودية خاصة (متعدة الحدود). من خلال عملية التخطي، غالبًا ما يكون من الممكن التحويل من وإلى القواعد الذاتية.

## أمثلة في بعدين إثنين
أغلب التحويلات الهندسية المعروفة التي تبقي الأصل ثابت تحويلات خطية، بما فيها من دوران، تحجيم، قص، انعكاس، والإسقاط العمودي. إذا لم يكن التحويل التألفي تحويل خالص فإنه يحافظ على نقطة ثابتة، ويمكن اختيار هذه النقطة كأصل لجعل التحول خطيًا. في بعدين إثنين يمكن تمثيل التحويلات الخطية باستخدام مصفوفة تحويل ثنائية 2 × 2.

### التمديد
التمدد على المستوى x,y هو تحويل خطي يوسع كل المسافات في اتجاه معين بواسطة معامل ثابت ولكنه لا يؤثر على المسافات في الاتجاه المتعامد. نحن ننظر فقط في الامتدادات على طول المحور السيني x والمحور الصادي y. الامتداد على طول المحور x له شكل {\displaystyle x'=kx;y'=y} حيث k الثابت الإيجابي. (لاحظ أنه إذا كانت k> 1، فهذا حقًا «امتداد»، وإذا كان k <1، فهو تقنيًا «انضغاط»، لكننا ما زلنا نسميه امتدادًا إذا كان k = 1، فإن التحويل متماثل، أي ليس لها تأثير.)
يتم تمثيل المصفوفة المرتبطة بالامتداد بعامل k على طول المحور x من خلال:
{\displaystyle {\begin{bmatrix}k&0\\0&1\end{bmatrix}}}
وبالمثل، فإن الامتداد بعامل k على طول المحور y له شكل {\displaystyle x'=x;y'=yk} ، لذا فإن المصفوفة المرتبطة بهذا التحويل هي:
{\displaystyle {\begin{bmatrix}1&0\\0&k\end{bmatrix}}}

### الضغط
إذا تم دمج الامتدادات أعلاه بقيم متبادلة، فإن مصفوفة التحويل تمثل مخطط ضغط:
{\displaystyle {\begin{bmatrix}k&0\\0&1/k\end{bmatrix}}.}
يتحول المربع ذو الجوانب الموازية للمحاور إلى مستطيل له نفس مساحة المربع. التمدد والضغط المتبادل يحافظ على المساحة ثابتة.

### الدوران
للدوران بزاوية θ في اتجاه عقارب الساعة (الاتجاه السلبي) حول المركز تكون الدالة على شكل: {\displaystyle x'=x\cos \theta +y\sin \theta } و {\displaystyle y'=-x\sin \theta +y\cos \theta } تكتب على شكل مصفوفة 
{\displaystyle {\begin{bmatrix}x'\\y'\end{bmatrix}}={\begin{bmatrix}\cos \theta &\sin \theta \\-\sin \theta &\cos \theta \end{bmatrix}}{\begin{bmatrix}x\\y\end{bmatrix}}}
وبالمثل، بالنسبة للدوران عكس اتجاه عقارب الساعة (الاتجاه الإيجابي) حول المركز، تكون الدالة على شكل: {\displaystyle x'=x\cos \theta -y\sin \theta } و {\displaystyle y'=x\sin \theta +y\cos \theta } تكتب في مصفوفة على شكل:
{\displaystyle {\begin{bmatrix}x'\\y'\end{bmatrix}}={\begin{bmatrix}\cos \theta &-\sin \theta \\\sin \theta &\cos \theta \end{bmatrix}}{\begin{bmatrix}x\\y\end{bmatrix}}}
تفترض هذه الصيغ أن المحور x يشير إلى اليمين وأن المحور y يشير إلى الأعلى.
تتغير الإحداثيات التي تم الإبلاغ عنها بواسطة شاشة اللمس مع دوران الزاوية (0,90,180,270)

### القص
لتطبيق القص (مشابه بصريًا للميل)، هناك احتمالان.
القص الموازي للمحور x له {\displaystyle x'=x+ky} و {\displaystyle y'=y} وتكتب على شكل مصفوفة:
{\displaystyle {\begin{bmatrix}x'\\y'\end{bmatrix}}={\begin{bmatrix}1&k\\0&1\end{bmatrix}}{\begin{bmatrix}x\\y\end{bmatrix}}}
القص الموازي للمحور y له {\displaystyle x'=x} و {\displaystyle y'=y+kx} وتكتب على شكل مصفوفة:
{\displaystyle {\begin{bmatrix}x'\\y'\end{bmatrix}}={\begin{bmatrix}1&0\\k&1\end{bmatrix}}{\begin{bmatrix}x\\y\end{bmatrix}}}

### الإنعكاس
من أجل انعكاس عبر مستقيم يمر من المركز، {\displaystyle \mathbf {l} =(l_{x},l_{y})} عبارة عن متجهة في نفس اتجاه المستقيم، ثم نستخم مصفوفة التحويل:
{\displaystyle \mathbf {A} ={\frac {1}{\lVert \mathbf {l} \rVert ^{2}}}{\begin{bmatrix}l_{x}^{2}-l_{y}^{2}&2l_{x}l_{y}\\2l_{x}l_{y}&l_{y}^{2}-l_{x}^{2}\end{bmatrix}}}

### الإسقاط المتعامد
لإسقاط متجهة بشكل متعامد على مستقيم يمر عبر المركز. {\displaystyle \mathbf {u} =(u_{x},u_{y})} عبارة عن متجهة بنفس اتجاه المستقيم، ثم نستخم مصفوفة التحويل:
{\displaystyle \mathbf {A} ={\frac {1}{\lVert \mathbf {u} \rVert ^{2}}}{\begin{bmatrix}u_{x}^{2}&u_{x}u_{y}\\u_{x}u_{y}&u_{y}^{2}\end{bmatrix}}}
كما هو الحال مع الانعكاسات، فإن الإسقاط المتعامد على مستقيم لا يمر عبر المركز هو تحويل تآلفي وليس خطي.
الإسقاطات المتوازية هي أيضًا تحويلات خطية ويمكن تمثيلها ببساطة بواسطة مصفوفة. ومع ذلك، فإن اسقاطات المنظور ليست كذلك، ولتمثيلها بمصفوفة يمكن استخدام الإحداثيات المتجانسة.